# Massa (fisica)

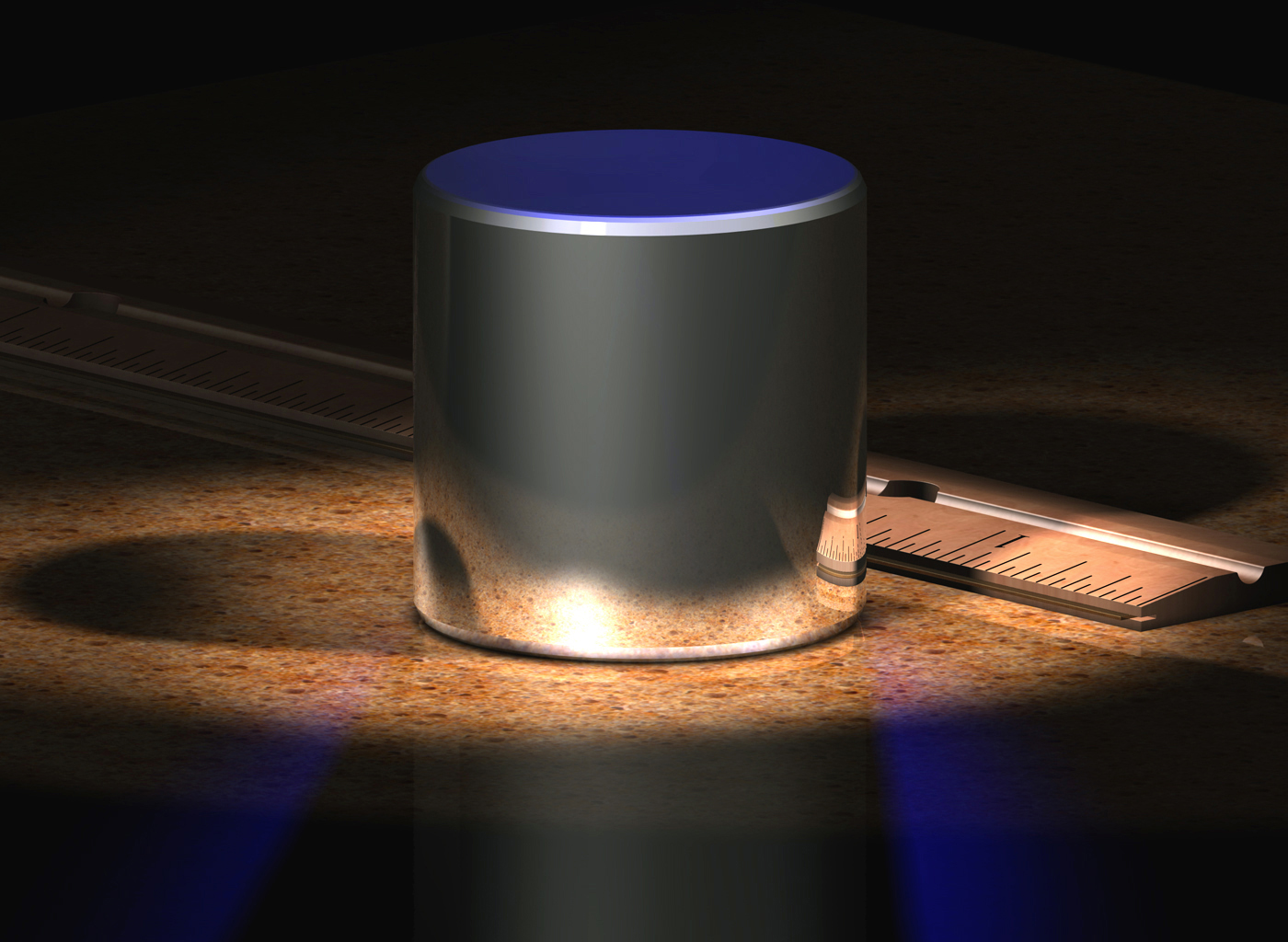
Elaborazione grafica al computer del campione da un chilogrammo conservato a Sèvres

La massa (dal greco antico μᾶζα?, mâza, "torta d'orzo, grumo di pasta") è una grandezza fisica propria dei corpi materiali che ne determina il comportamento dinamico quando sono soggetti all'influenza di forze esterne.
Nel corso della storia della fisica, in particolare della fisica classica, la massa è stata considerata una proprietà intrinseca della materia, rappresentabile con un valore scalare e che si conserva nel tempo e nello spazio, rimanendo costante in ogni sistema isolato. Inoltre, il termine massa è stato utilizzato per indicare due grandezze potenzialmente distinte: l'interazione della materia con il campo gravitazionale e la relazione che lega la forza applicata a un corpo con l'accelerazione su di esso indotta. Tuttavia, è stata verificata l'equivalenza delle due masse in numerosi esperimenti (messi in atto già da Galileo Galilei per primo).
Nel quadro più ampio della relatività ristretta, si parlava, un tempo, di "massa relativistica" m(v) come una proprietà non intrinseca della materia, ma dipendente dal sistema di riferimento (inerziale) in cui viene osservata. La massa relativistica era legata alla massa {\displaystyle m}, cioè la massa dell'oggetto, tramite il fattore di Lorentz {\displaystyle \gamma }:
{\displaystyle m(v)=\gamma \,m={\frac {1}{\sqrt {1-(v/c)^{2}}}}\,m}.
Poiché la massa relativistica dipendeva dalla velocità, il concetto classico di massa risultava modificato, non coincidendo più con la definizione newtoniana di costante di proporzionalità fra la forza F applicata a un corpo e l'accelerazione a risultante; poiché l'energia E di un corpo o di un sistema fisico (con il termine "energia" si intende "l'energia complessiva" del corpo o sistema fisico) vale E = γmc2, la massa relativistica diveniva invece una grandezza dinamica, proporzionale all'energia complessiva del corpo: E = m(v)c².
Dunque la "massa relativistica" era solo un altro nome per l'energia totale (a meno della costante moltiplicativa c²). Per questo, ma anche per molti altri motivi, lo stesso Albert Einstein, che l'aveva inizialmente introdotta, la dismise come concetto "non utile" in una lettera a Lincoln Barnett del 19 Giugno 1948. Anche il concetto di "massa a riposo"di un corpo, m0, ovvero massa del corpo nel riferimento in cui esso è in quiete è un concetto superato in quanto non generale: esistono particelle, ad es. i fotoni, per le quali un tale riferimento non esiste, ma per esse ha ancora senso il concetto di massa invariante m, che vale 0. Per le particelle che si muovono a velocità inferiore a c (e per le quali quindi esiste un riferimento inerziale nel quale esse sono in quiete) la massa invariante m coincide con la massa a riposo m0.
Oggigiorno quindi si preferisce utilizzare unicamente il concetto di massa invariante, che si chiama semplicemente "massa" e si indica con m (vedi in seguito).
| Massa            | {\displaystyle m}                 |
| Energia totale   | {\displaystyle E=\gamma \,mc^{2}} |
| Energia a riposo | {\displaystyle E_{0}=mc^{2}}      |

La conservazione dell'energia meccanica comprende, in meccanica relativistica, oltre all'energia cinetica e all'energia potenziale, anche un contributo proporzionale alla massa m, quale ulteriore forma di energia.  L'energia totale relativistica del corpo, data da E = γmc², comprende sia l'energia cinetica K  [pari a (γ-1)mc²] sia la "energia a riposo": E0 = mc².
A differenza di spazio e tempo, per cui si possono dare definizioni operative in termini di fenomeni naturali, per definire il concetto di massa occorre fare esplicito riferimento alla teoria fisica che ne descrive significato e proprietà. I concetti intuitivi pre-fisici di "quantità di materia" (da non confondere con "quantità di sostanza", misurata in moli) sono troppo vaghi per una definizione operativa, e fanno riferimento a proprietà comuni, l'inerzia e il peso, che vengono considerati ben distinti dalla prima teoria che introduce la massa in termini quantitativi, la dinamica newtoniana.
Il concetto di massa diventa più complesso al livello della fisica delle particelle dove la presenza di particelle elementari con massa (elettroni, quark, ...) e prive di massa (fotoni, gluoni) non ha ancora una spiegazione in termini fondamentali. In altre parole, non è chiaro il perché alcune particelle siano dotate di massa e altre no. Le principali teorie che cercano di dare una spiegazione sono: il meccanismo di Higgs, la teoria delle stringhe e la gravità quantistica a loop; di queste soltanto la teoria di Higgs ha avuto riscontri sperimentali dal 2012.

## Unità di misura
Nell'attuale Sistema internazionale di unità di misura (SI) la massa è stata scelta come grandezza fisica fondamentale, cioè non esprimibile solamente in termini di altre grandezze fondamentali. La sua unità di misura è il chilogrammo, indicato col simbolo kg.
Nel sistema CGS l'unità di massa è il grammo. Nel Regno Unito e negli Stati Uniti viene comunemente usata la libbra (circa 454 g) e la stone (letteralmente "pietra", 14 libbre). Altre unità di misura vengono comunemente utilizzate in specifici campi della fisica.
In fisica atomica e fisica della materia vengono comunemente utilizzate le unità di misura di Hartree, basate sulla massa dell'elettrone o l'unità di massa atomica, equivalente grossomodo alla massa di un protone. In chimica si usa frequentemente la mole che, pur non essendo una unità di massa, vi è legata da un semplice fattore di proporzionalità.
In fisica nucleare e sub-nucleare è comune l'utilizzo dell'unità di massa atomica. Tuttavia, soprattutto nel campo delle alte energie, si usa esprimere la massa (a riposo o invariante) tramite la sua energia equivalente E = mc². L'energia viene a sua volta espressa in eV. Per esempio un elettrone ha una massa di circa
{\displaystyle m_{\mathrm {e^{-}} }=9{,}109\times 10^{-31}\,\mathrm {kg} =9{,}109\times 10^{-31}\,\mathrm {kg} \,\times c^{2}/c^{2}\simeq 511\,\mathrm {keV} /c^{2}}.
L'elettrone ha quindi una massa a riposo equivalente a 0,511 MeV. Negli esperimenti di fisica sub-nucleare l'energia cinetica delle particelle studiate è spesso dello stesso ordine di grandezza, il che rende questa scelta di unità di misura particolarmente conveniente.
Le unità di misura della massa, in particolare il chilogrammo e la libbra, vengono talvolta usate anche per misurare una forza. Quest'uso pur essendo tecnicamente scorretto è molto diffuso nell'uso comune e giustificato dal fatto che l'accelerazione di gravità sulla terra (g) è grossomodo costante. Una forza può quindi essere espressa come massa equivalente tramite la costante di proporzionalità g. In altre parole, affermare che una forza ha l'intensità di un chilogrammo è equivalente ad affermare che un corpo del peso di un chilogrammo, al livello del mare, sarebbe soggetto a una forza gravitazionale di entità equivalente. Quest'uso non è tuttavia conforme al Sistema Internazionale. Massa e forza sono due grandezze concettualmente distinte, con unità di misura SI diverse, rispettivamente il chilogrammo per la massa e il newton per la forza; ed è bene sottolineare che il peso di un oggetto è una forza, non una proprietà fisica intrinseca dell'oggetto (quale invece è la massa).

## Meccanica newtoniana
In meccanica classica il termine massa si può riferire a tre diverse grandezze fisiche scalari, distinte tra loro:
- la massa inerziale è proporzionale all'inerzia di un corpo, che è la resistenza al cambiamento dello stato di movimento quando viene applicata una forza.
- La massa gravitazionale passiva è proporzionale alla forza di interazione di un corpo con la forza di gravità.
- La massa gravitazionale attiva è invece proporzionale all'intensità del campo gravitazionale prodotto da un corpo.

La massa inerziale e quella gravitazionale sono state sperimentalmente provate come equivalenti, anche se concettualmente sono distinte. I primi esperimenti mirati a stabilire questa equivalenza sono stati quelli di Galileo Galilei.

### Massa inerziale

#### Definizione newtoniana
La massa inerziale mi di un corpo viene definita nei Principia come quantità di materia legandola al principio di proporzionalità come costante di proporzionalità tra la forza applicata {\displaystyle {\vec {F}}} e l'accelerazione subita {\displaystyle {\vec {a}}}:
{\displaystyle m_{i}={\frac {F}{a}}}
La massa inerziale si può in effetti ottenere operativamente misurando l'accelerazione del corpo sottoposto a una forza nota, essendo l'indice della resistenza di un corpo ad accelerare quando è sottoposto a una forza, cioè dell'inerzia del corpo.
Il problema di utilizzare questa proprietà come definizione è che necessita del concetto pregresso di forza; per evitare il circolo vizioso generato da Newton che non specificava lo strumento per misurarla, spesso la forza viene allora definita legandola all'allungamento di una molla che segua la legge di Hooke, definizione chiaramente insoddisfacente in quanto particolare e non generale.
Inoltre questa definizione ha dato origine a diverse problematiche, legate in particolare al sistema di riferimento nel quale si effettua la misura: il concetto di inerzia, come quello di forza, fu infatti storicamente criticato da molti pensatori, tra i quali Berkeley, Ernst Mach, Percy Williams Bridgman e Max Jammer.

#### Definizione machiana

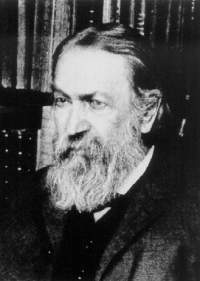
Ernst Mach (1838 - 1916)

Il concetto di massa inerziale venne rivoluzionato dal lavoro di Mach. Egli riuscì ad eliminare gli elementi metafisici che persistevano nella meccanica classica, riformulando la definizione della massa in modo operativamente preciso e privo di contraddizioni logiche. Da questa ridefinizione prese poi le mosse la relatività generale, anche se Einstein stesso non riuscì ad includere il principio di Mach all'interno della relatività generale. La definizione machiana si basa sul principio di azione-reazione, lasciando che il principio di proporzionalità definisca successivamente la forza. Si consideri un sistema isolato formato da due corpi (puntiformi) interagenti tra loro. Qualunque sia la forza che agisce fra i due corpi, si osserva sperimentalmente che le accelerazioni subite dai due corpi sono sempre proporzionali e in rapporto costante fra loro:
{\displaystyle {\vec {a}}_{2}=-\mu _{12}{\vec {a}}_{1}}
Ciò che è particolarmente rilevante è che il rapporto {\displaystyle \mu _{12}} fra le due accelerazioni istantanee non solo è costante nel tempo, ma non dipende dallo stato iniziale del sistema: è quindi associato a una proprietà fisica intrinseca dei due corpi in esame. Cambiando uno dei due corpi, varia anche la costante di proporzionalità. Supponiamo quindi di utilizzare tre corpi, ed effettuare separatamente tre esperimenti con le tre possibili coppie (viene assunta sempre l'assenza di forze esterne). In questo modo potremo misurare le costanti {\displaystyle \mu _{12},\mu _{23},\mu _{31}.} Si noti che per definizione
{\displaystyle \mu _{ab}={\frac {1}{\mu _{ba}}}.}
Confrontando i valori delle costanti osservate, si troverà invariabilmente che questi soddisfano la relazione {\displaystyle \mu _{12}\cdot \mu _{23}\cdot \mu _{31}=1.} Quindi il prodotto {\displaystyle \mu _{12}\cdot \mu _{31}} non dipende dalla natura del corpo 1, poiché uguale all'inverso di {\displaystyle \mu _{23}}, vale a dire {\displaystyle \mu _{32}}, che ne risulta indipendente per via della indipendenza di {\displaystyle \mu _{23}}. Da questo si ricava che ogni coefficiente {\displaystyle \mu _{ij}} deve poter essere espresso come prodotto di due costanti, ognuna dipendente solo da uno dei due corpi. Sia {\displaystyle \mu _{ab}=\nu _{b}\cdot m_{a}}; ma deve valere identicamente
{\displaystyle \mu _{ab}=\nu _{b}m_{a}={\frac {1}{\nu _{a}m_{b}}}={\frac {1}{\mu _{ba}}}\quad \Rightarrow {\begin{cases}\nu _{a}={\frac {1}{m_{a}}}\\\nu _{b}={\frac {1}{m_{b}}}\end{cases}}}
quindi
{\displaystyle \mu _{ij}={\frac {m_{i}}{m_{j}}}\quad \Rightarrow \quad m_{i}{\vec {a}}_{i}=-m_{j}{\vec {a}}_{j}}
in ogni istante, per qualunque coppia di corpi. La quantità m che risulta così definita (a meno di un fattore costante, che corrisponde alla scelta dell'unità di misura) è chiamata massa inerziale del corpo: è quindi possibile misurare la massa di un corpo misurando le accelerazioni dovute alle interazioni tra questo e un altro corpo di massa nota, senza bisogno di conoscere quali siano le forze agenti fra i due punti (purché il sistema formato dai due corpi si possa considerare isolato, ossia non soggetto a forze esterne). Il legame tra le masse è dato da:
{\displaystyle m_{2}={\frac {a_{1}}{a_{2}}}m_{1}}

### Massa gravitazionale

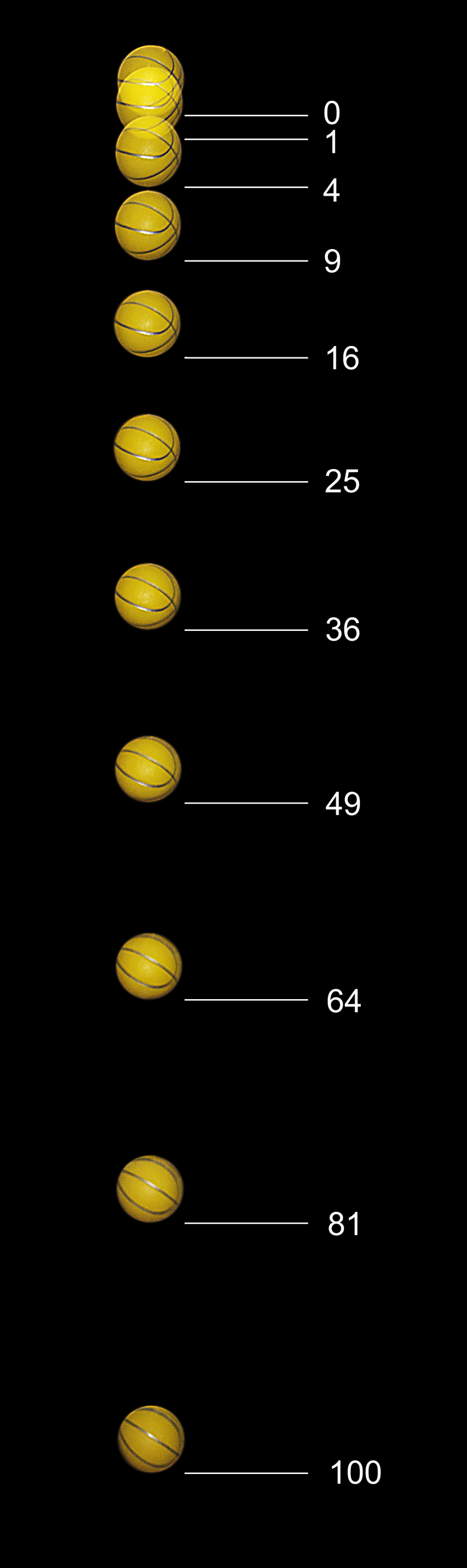
Una palla in caduta libera, ripresa da uno stroboscopio con una frequenza pari a 0,05 s. La velocità di caduta è indipendente dalla massa gravitazionale della palla

Se un corpo, come una pallina da tennis, viene lasciato libero in aria, è attratta verso il basso da una forza, in prima approssimazione costante, chiamata forza peso. Tramite una bilancia a piatti si può notare che corpi diversi, in generale, sono attratti diversamente dalla forza peso, cioè "pesano" diversamente. La bilancia a piatti si può usare per dare una definizione operativa della massa gravitazionale: si assegna massa unitaria a un oggetto campione e gli altri oggetti hanno una massa pari al numero di campioni necessari a bilanciare i piatti.
La massa gravitazionale passiva è una grandezza fisica proporzionale all'interazione di ciascun corpo con il campo gravitazionale. All'interno dello stesso campo gravitazionale, un corpo con massa gravitazionale piccola sperimenta una forza minore di quella di un corpo con massa gravitazionale grande: la massa gravitazionale è proporzionale al peso, ma mentre quest'ultimo varia a seconda del campo gravitazionale, la massa resta costante. Per definizione, la forza peso P è espressa come il prodotto della massa gravitazionale mg per un vettore g, chiamato "accelerazione di gravità", dipendente dal luogo nel quale si effettua la misurazione e le cui unità di misura dipendono da quella della massa gravitazionale. La direzione del vettore g è chiamata "verticale".
Come detto precedentemente, la massa gravitazionale attiva di un corpo è proporzionale all'intensità del campo gravitazionale da esso generata. Maggiore è la massa gravitazionale attiva di un corpo, più intenso è il campo gravitazionale da esso generato, e quindi la forza esercitata dal campo su un altro corpo; per fare un esempio, il campo gravitazionale generato dalla Luna è minore (a parità di distanza dal centro dei due corpi celesti) di quello generato dalla Terra perché la sua massa è minore. Misure di masse gravitazionali attive si possono eseguire, per esempio, con bilance di torsione come quella usata da Henry Cavendish nella determinazione della costante di gravitazione universale.

#### Equivalenza tra massa gravitazionale attiva e passiva
L'equivalenza tra la massa gravitazionale attiva e quella passiva è una diretta conseguenza del terzo principio della dinamica di Newton: sia F12 il modulo della forza che il corpo 1 esercita sul corpo 2, F21 il modulo della forza che il corpo 2 esercita sul corpo 1 e m1A, m2A, m1P e m2P le masse gravitazionali, attive e passive, dei due corpi. Vale:
{\displaystyle F_{12}=G{\frac {m_{2P}m_{1A}}{r^{2}}}=G{\frac {m_{1P}m_{2A}}{r^{2}}}=F_{21}}
da cui:
{\displaystyle m_{2P}m_{1A}=m_{1P}m_{2A}}
cioè
{\displaystyle {\frac {m_{1A}}{m_{1P}}}={\frac {m_{2A}}{m_{2P}}}}
Data l'arbitrarietà dei corpi, le leggi della meccanica classica stabiliscono la sostanziale equivalenza tra le masse gravitazionali attive e passive; molte verifiche sperimentali si sono aggiunte nel tempo, come per esempio quella di D. F. Bartlett e D. Van Buren del 1986 compiuta sfruttando la diversa composizione della crosta e del mantello lunari, con una precisione sull'uguaglianza del rapporto massa gravitazionale attiva/massa gravitazionale passiva pari a 4×10−12.
Da qui in poi le masse gravitazionali attiva e passiva saranno identificate dall'unico termine massa gravitazionale.
La massa gravitazionale è a tutti gli effetti la carica del campo gravitazionale, esattamente nello stesso senso in cui la carica elettrica è la carica del campo elettrico: essa contemporaneamente genera e subisce gli effetti del campo gravitazionale. Eventuali oggetti con massa gravitazionale nulla (es. fotoni) non subirebbero gli effetti del campo: in realtà un risultato della relatività generale è che qualunque corpo segue una traiettoria dovuta al campo gravitazionale. Per ulteriori informazioni, vedi il paragrafo riguardante la massa nella relatività generale.

### Equivalenza tra massa inerziale e gravitazionale

Schema di un piano inclinato. L'utilizzo di un piano inclinato permette, se l'attrito è trascurabile, di osservare meglio gli effetti dell'accelerazione gravitazionale

Gli esperimenti hanno dimostrato che la massa inerziale e quella gravitazionale sono sempre proporzionali con la stessa costante di proporzionalità, entro la precisione delle misure effettuate sinora. I primi esperimenti furono condotti da Galileo; si dice comunemente che Galileo ottenne i suoi risultati lasciando cadere oggetti dalla torre di Pisa, ma ciò è probabilmente apocrifo: più verosimilmente studiò il moto di biglie tramite l'uso di piani inclinati. La biografia scritta da Vincenzo Viviani asserisce che Galileo abbia lasciato cadere sfere dello stesso volume ma di materiale diverso, cioè di diversa massa, dalla torre di Pisa, ma fu probabilmente un esperimento mentale che non fu mai eseguito realmente; Galileo usò invece piani inclinati per rallentare la caduta dei corpi.
Si supponga di avere un oggetto di massa inerziale e gravitazionale rispettivamente mi ed mg. Se la forza peso è la sola forza agente sugli oggetti la seconda legge di Newton ci fornisce:
{\displaystyle {\vec {F}}=m_{i}{\vec {a}}=m_{g}{\vec {g}}}
da cui:
{\displaystyle {\vec {a}}={\frac {m_{g}}{m_{i}}}{\vec {g}}}

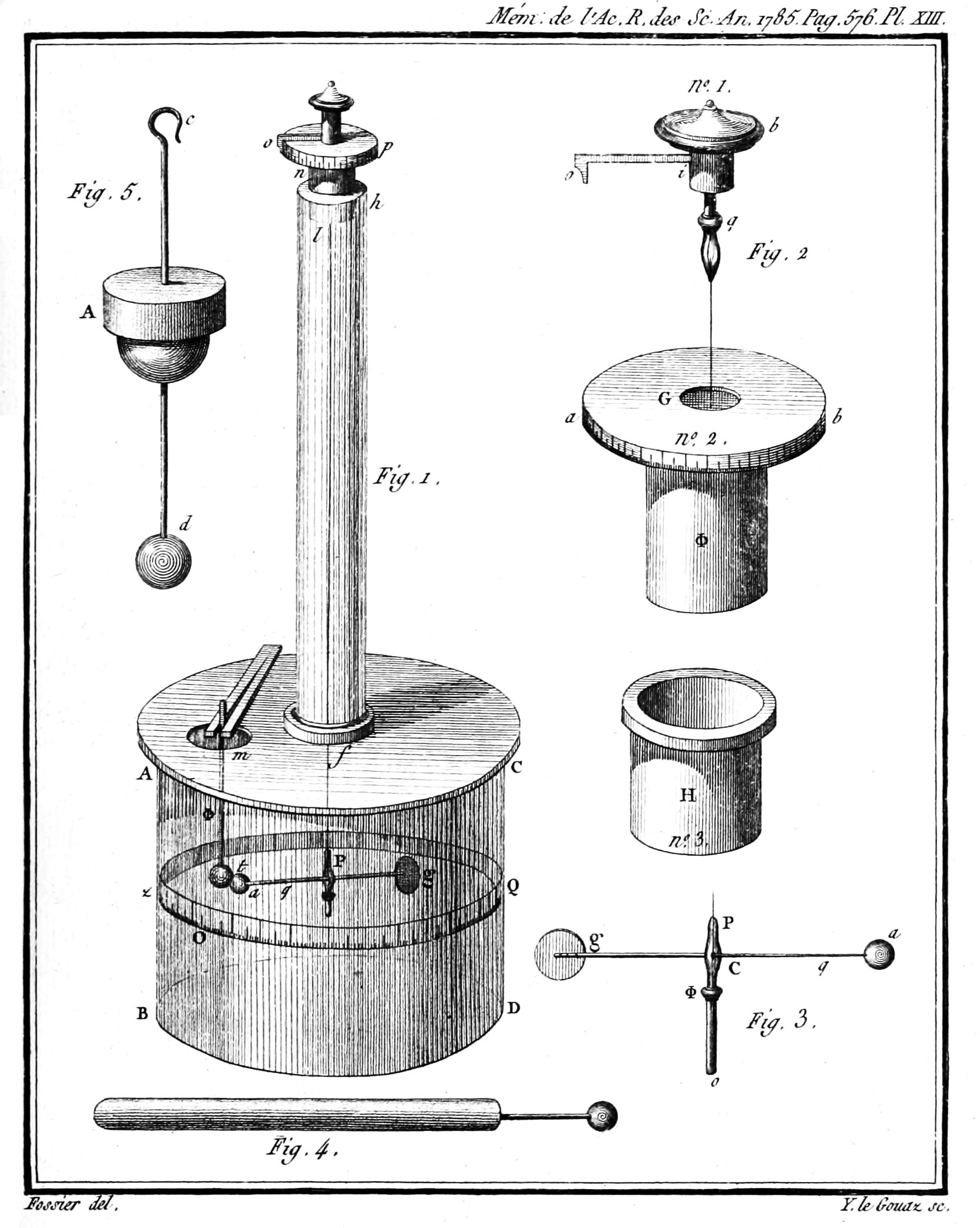
Disegno della bilancia di torsione di Coulomb. Charles Augustin de Coulomb la usò per determinare l'omonima legge che esprime la forza esercitata tra due cariche elettriche

Un esperimento di verifica dell'equivalenza tra le due definizioni di massa, una volta fissato il luogo (altrimenti potrebbe variare g) potrebbe consistere, per esempio, nel misurare a per diversi corpi cercando eventuali variazioni; in parole povere, verificare se due corpi qualsiasi, cadendo, accelerano nello stesso modo (universalità della caduta libera, oppure UFF dall'inglese universality of free fall). Come detto sopra, sperimentalmente non si riscontrano violazioni dell'equivalenza, quindi scegliendo la stessa unità di misura per le due masse il rapporto vale esattamente 1: per ogni corpo non solo massa gravitazionale e massa inerziale hanno le stesse unità di misura, ma sono anche espresse dallo stesso numero. Di conseguenza g è un'accelerazione, e viene chiamata infatti "accelerazione di gravità".
Le verifiche sperimentali dell'equivalenza tra massa inerziale e gravitazionale e dell'UFF sono state effettuate mediante l'uso di piani inclinati (Galileo), pendoli (Newton), fino ad arrivare alle bilance di torsione (Loránd Eötvös).
Attualmente la precisione raggiunta dagli esperimenti è nell'ordine di una parte su 1012, precisione ottenuta dalla misurazione della distanza lunare tramite laser. Sono previsti, o comunque in pianificazione, i lanci di diversi satelliti artificiali come STEP (Satellite Test of the Equivalence Principle), MICROSCOPE (Micro-Satellite à traînée Compensée pour l'Observation du Principe d'Equivalence) e Galileo Galilei, che dovrebbero testare l'equivalenza a meno di una parte su 1018.

#### Pendolo
Un pendolo è formato da un lungo filo leggero (di massa trascurabile), vincolato al soffitto, alla cui estremità inferiore sia agganciato un corpo, per esempio una sfera metallica. Una misura del periodo fornisce una misura del rapporto tra la massa gravitazionale e la massa inerziale del corpo: ripetendo la misura con corpi di vari materiali, densità e dimensioni è possibile verificare se questo rapporto rimanga costante o no. La misura è tanto più accurata quanto è piccolo l'angolo di oscillazione massimo θmax.
L'equazione del moto del pendolo è data da:
{\displaystyle m_{i}l^{2}{\ddot {\theta }}=m_{g}gl\operatorname {sen} \theta }
Se θ è sufficientemente piccolo si approssima il seno:
{\displaystyle {\ddot {\theta }}={\frac {m_{g}}{m_{i}}}{\frac {g}{l}}\theta =\omega ^{2}\theta }
dove ω è la pulsazione del pendolo. Il periodo d'oscillazione è dato da:
{\displaystyle T={\frac {2\pi }{\omega }}=2\pi {\sqrt {\frac {m_{i}}{m_{g}}}}\cdot {\sqrt {\frac {l}{g}}}}
da cui:
{\displaystyle {\frac {m_{i}}{m_{g}}}={\frac {gT^{2}}{4\pi ^{2}l}}}
Sperimentalmente, si osserva che T è costante per ogni massa usata, perciò per ogni corpo il rapporto mi / mg deve essere costante.

#### Bilancia di torsione

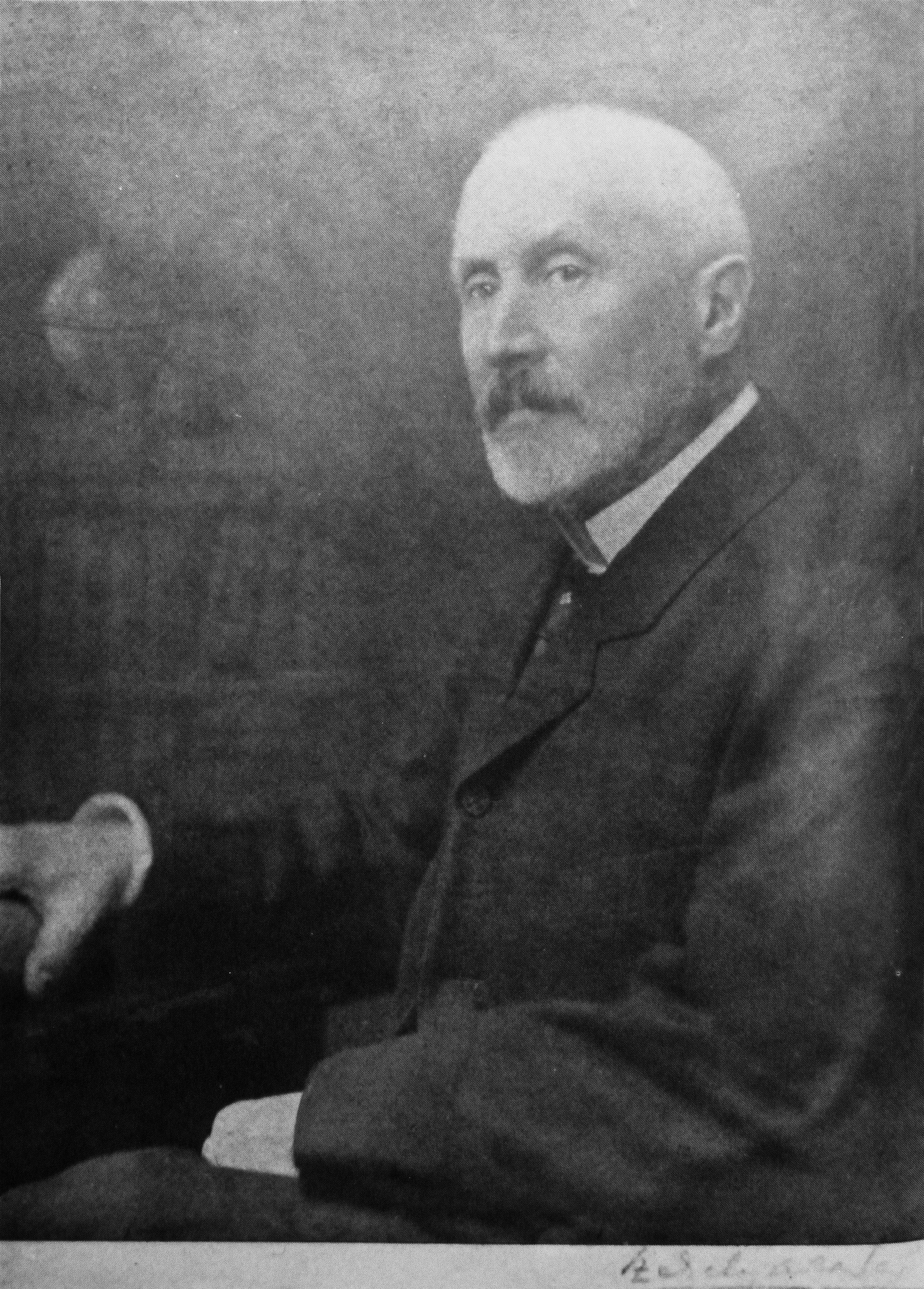
Il fisico ungherese Baron Loránd von Eötvös

Un esperimento decisamente più accurato fu compiuto da Loránd Eötvös a partire dal 1895
sfruttando la bilancia di torsione la cui invenzione è accreditata a Charles-Augustin de Coulomb nel 1777 (sebbene anche John Michell in maniera del tutto indipendente ne costruì una in periodo antecedente al 1783) e che fu successivamente perfezionata da Henry Cavendish. Una bilancia di torsione è formata da un braccio con due masse uguali alle estremità, vincolato al soffitto tramite un filo di un materiale opportuno (es. quarzo). Applicando una forza alle masse si applica un momento torcente al manubrio: grazie al fatto che la forza peso agente sulle masse ha anche una componente dovuta alla forza centrifuga causata dalla rotazione della terra sul suo asse, è possibile correlare massa inerziale e gravitazionale, che risultano sperimentalmente essere di diretta proporzionalità.
Sia il manubrio inizialmente diretto verso la direzione est-ovest. Sia dato un sistema di riferimento con l'asse x da sud a nord, l'asse y da ovest a est e l'asse z dal basso verso l'alto; α è la latitudine alla quale si svolge l'esperimento. Proiettando le forze gravitazionale e centrifuga sull'asse z si ha all'equilibrio:
{\displaystyle m_{g1}g-m_{i1}\omega ^{2}R_{T}\cos ^{2}{\alpha }=m_{g2}g-m_{i2}\omega ^{2}R_{T}\cos ^{2}{\alpha }}
che si può anche scrivere come:
{\displaystyle m_{i1}\left[{\frac {m_{g1}}{m_{i1}}}g-\omega ^{2}R_{T}\cos ^{2}{\alpha }\right]=m_{i2}\left[{\frac {m_{g2}}{m_{i2}}}g-\omega ^{2}R_{T}\cos ^{2}{\alpha }\right]}
Se il rapporto tra le masse gravitazionali e le masse inerziali fosse diverso, ciò implicherebbe la diversità delle masse inerziali dei due corpi: ma ciò causerebbe una rotazione sul piano xy, dovuta alla componente orizzontale della forza centrifuga. I momenti delle forze, proiettati sull'asse orizzontale danno:
{\displaystyle m_{i1}\omega ^{2}R_{T}\cos \alpha \operatorname {sen} \alpha =m_{i2}\omega ^{2}R_{T}\cos \alpha \operatorname {sen} \alpha }
Se questa relazione non fosse verificata si avrebbe un momento torcente agente sulla bilancia e di conseguenza una rotazione dell'apparato sperimentale; invertendo le masse si otterrebbe ovviamente una rotazione nel senso opposto. Eötvös non notò nessuna torsione del filo entro gli errori sperimentali, e quindi stabilì l'equivalenza delle masse gravitazionali e inerziali a meno di un fattore nell'ordine di 10−9 (una parte su un miliardo)

### Legge della conservazione della massa
Nella meccanica classica vige la fondamentale legge della conservazione della massa, in varie formulazioni. In generale, dato un volume di controllo V, fissato, la variazione della massa contenuta in esso è pari al flusso uscente della massa attraverso la frontiera {\displaystyle \partial V}, cioè attraverso la superficie chiusa che delimita il volume V, cambiato di segno: in parole povere, la variazione di massa di un sistema è uguale alla massa entrante meno la massa uscente; ciò implica, per esempio, che la massa non può venire né creata né distrutta, ma solo spostata da un luogo a un altro. In chimica, Antoine Lavoisier stabilì nel XVIII secolo che in una reazione chimica la massa dei reagenti è uguale alla massa dei prodotti.
Il principio di conservazione della massa vale con ottima approssimazione nell'esperienza quotidiana, ma cessa di valere nelle reazioni nucleari e, in generale, nei fenomeni che coinvolgono energie relativistiche: in questo caso esso viene incorporato nel principio di conservazione dell'energia (vedi oltre).
Inoltre, in meccanica relativistica, la massa non è più "additiva": non è più vero cioè che la massa complessiva di un sistema fisico è la somma delle masse delle particelle (massive) che lo costituiscono, in quanto si deve tener conto della massa dovuta all'energia di interazione di tali particelle, che costituisce una parte dell'energia a riposo E0 di tutto il sistema.

### Massa elettromagnetica
Oggetti carichi possiedono una inerzia maggiore rispetto agli stessi corpi scarichi. Ciò si spiega con una interazione delle cariche elettriche in moto con il campo da esse stesse generato, detta "reazione di campo"; l'effetto è interpretabile come un aumento della massa inerziale del corpo ed è ricavabile dalle equazioni di Maxwell.
L'interazione delle cariche elettriche con il campo dipende dalla geometria del sistema: l'inerzia di un corpo carico assume un carattere tensoriale, in contraddizione con la meccanica classica, e bisogna perciò distinguere tra una componente parallela al moto e due componenti trasversali. Si dimostra che si può dividere la massa inerziale di un corpo carico in due componenti, la massa elettromagnetica e la massa non-elettromagnetica. Mentre la massa elettromagnetica dipende dalla geometria del sistema, la massa non-elettromagnetica ha le stesse caratteristiche "standard" di invarianza della massa inerziale, e a essa si riconduce la massa inerziale se il corpo è scarico.
Il concetto di massa elettromagnetica esiste anche nella teoria della relatività ristretta e nella teoria quantistica dei campi. La massa elettromagnetica ebbe una grande importanza nella storia della fisica a cavallo tra i secoli XIX e XX a causa del tentativo, portato avanti principalmente da Max Abraham e Wilhelm Wien, inizialmente supportato dai lavori sperimentali di Walter Kaufmann, di ricavare la massa inerziale unicamente dall'inerzia elettromagnetica; questa interpretazione dell'inerzia fu però in seguito abbandonata con l'accettazione della teoria della relatività; esperimenti più precisi, eseguiti per la prima volta da A.H. Bucherer nel 1908, mostrarono che le relazioni corrette per la massa longitudinale e la massa trasversa non erano quelle fornite da Abraham, ma quelle di Hendrik Antoon Lorentz (vedi il paragrafo successivo).

## Relatività ristretta

### Massa a riposo, relativistica, longitudinale e trasversa
Nella relatività ristretta, il termine, superato, di massa a riposo (o "massa propria") m0 si riferisce solitamente alla massa inerziale di un corpo così come viene misurata nel sistema di riferimento nel quale è in quiete, ma ciò ha senso solo per corpi che non si muovono alla velocità della luce (vedi sopra). Conviene allora parlare solo di "massa invariante" che oggigiorno viene chiamata semplicemente "massa" m, in quanto è una proprietà intrinseca di un corpo; m coincide con m0 per particelle non luminali (cioè che non si muovono alla velocità della luce nel vuoto, c) e l'unità di misura è la stessa, il kilogrammo. Si può ancora determinare la massa di un oggetto come rapporto tra forza e accelerazione, a patto che si faccia in modo che la velocità del corpo sia molto più piccola di quella della luce. Infatti, ad alte velocità, il rapporto tra la forza impressa F e l'accelerazione a del corpo dipende in maniera sostanziale dalla sua velocità nel sistema di riferimento scelto, o meglio dal fattore di Lorentz relativo alla velocità alla quale si trova il corpo: in particolare se la velocità tende a all'infinito, il rapporto diverge.
Il legame tra forza F e accelerazione a per un corpo con massa a riposo non nulla {\displaystyle m_{0}\neq 0} (che in tal caso coincide con la massa invariante m per quanto detto sopra) con velocità v lungo l'asse x in un sistema di riferimento inerziale ("del laboratorio"), si ricava esprimendo le componenti spaziali della quadriaccelerazione A e della quadriforza K  nel sistema di riferimento del laboratorio:
{\displaystyle K_{\alpha }=m_{0}A_{\alpha },\quad K_{\alpha }=\gamma F_{\alpha },\quad A_{\alpha }=\gamma ^{2}a_{\alpha }+{\frac {\gamma ^{4}}{c^{2}}}({\vec {v}}\cdot {\vec {a}})v_{\alpha }}
{\displaystyle \gamma F_{\alpha }=m_{0}\left(\gamma ^{2}a_{\alpha }+{\frac {\gamma ^{4}}{c^{2}}}({\vec {v}}\cdot {\vec {a}})v_{\alpha }\right)\qquad \alpha =x,y,z}
Sostituendo {\displaystyle {\vec {v}}=(v,0,0)}, con semplici passaggi si ottengono le seguenti relazioni, dovute a Lorentz:
{\displaystyle {\begin{cases}F_{x}=\gamma ^{3}\,m_{0}\,a_{x}\\F_{y}=\gamma \,m_{0}\,a_{y}\\F_{z}=\gamma \,m_{0}\,a_{z}\end{cases}}}
(si può anche scrivere m al posto di m0)
Se la velocità del corpo è molto minore della velocità della luce c, i fattori di Lorentz γ tendono a 1, perciò la massa del corpo (m0 = m) è proprio equivalente alla massa inerziale.
Storicamente, nell'ambito della relatività ristretta si hanno altre definizioni di massa oltre a quella di "massa invariante" m. Definendo massa il rapporto tra quantità di moto relativistica e la velocità otteniamo quella che veniva chiamata "massa relativistica" {\displaystyle m(v)=\gamma \,m} (vedi sopra). Utilizzando la "massa relativistica" m(v), il sistema di equazioni precedente diventa:
{\displaystyle {\begin{cases}F_{x}=\gamma ^{2}\,m(v)\,a_{x}\\F_{y}=\,m(v)\,a_{y}\\F_{z}=\,m(v)\,a_{z}\\\end{cases}}}
Se invece cerchiamo di identificare la massa come rapporto tra forza e accelerazione dobbiamo distinguere tra massa longitudinale {\displaystyle m_{L}=\gamma ^{3}\,m_{0}=\gamma ^{2}\,m(v)} e massa trasversa {\displaystyle m_{T}=\gamma \,m_{0}=m(v)}, introdotte dal fisico tedesco Max Abraham. Notiamo che questa distinzione tra le componenti della massa è analoga al caso della massa elettromagnetica.  Utilizzando le masse longitudinale e trasversa,  i sistemi di equazioni precedenti diventano:
{\displaystyle {\begin{cases}F_{x}=m_{L}\,a_{x}\\F_{y}=m_{T}\,a_{y}\\F_{z}=m_{T}\,a_{z}\end{cases}}}
Sia le masse relativistica/propria sia le masse longitudinale/trasversa non sono considerate buone definizioni di massa in quanto dipendono dal sistema di riferimento nel quale la massa è misurata, e sono oggi in disuso. Sono state sostituite dal concetto di "massa invariante" m, descritto nella Sezione successiva. Con tale concetto diventa tutto più semplice; ad esempio non è più necessario parlare di "massa trasversale" e di "massa longitudinale".

### Corrispondenza massa-energia
| Massa invariante | {\displaystyle m}                 |
| Energia totale   | {\displaystyle E=\gamma \,mc^{2}} |
| Energia a riposo | {\displaystyle E_{0}=mc^{2}}      |

Come visto sopra, la massa relativistica non è più usata nel linguaggio relativistico odierno, per svariate ragioni una delle quali è essere potenziale espressione dell'errore concettuale per cui la massa, piuttosto che la sola inerzia, vari con la velocità. Per questa ragione oggi si indica con m la massa invariante a ogni velocità v (e m coincide numericamente con la massa a riposo {\displaystyle m_{0}} per v < c) in un dato sistema di riferimento inerziale K ed in qualsiasi altro sistema di riferimento inerziale K' in moto a velocità costante v' rispetto a K. Conseguentemente si scrive {\displaystyle E=\gamma \,mc^{2}} per un oggetto in moto o {\displaystyle E_{0}=mc^{2}} se in quiete rispetto a un dato sistema di riferimento.

Diagramma della reazione nucleare di fusione tra un atomo di deuterio e uno di trizio: i prodotti sono un atomo di elio e un neutrone ad alta energia

L'energia E è definita in relatività ristretta come il prodotto tra la velocità della luce c e la componente temporale P0 del quadrimpulso (o quadrivettore quantità di moto). In formule:
{\displaystyle E:=cP_{0}=c\cdot \gamma mc=\gamma mc^{2}}
dove γ è il fattore di Lorentz relativo alla velocità del corpo. Se misuriamo l'energia di un corpo fermo, chiamata "energia a riposo" E0, otteniamo:
{\displaystyle E_{0}=mc^{2}}
Questa equazione stabilisce una corrispondenza tra massa a riposo di un corpo ed energia: in altri termini, ogni corpo con massa a riposo diversa da zero possiede una energia a riposo E0 dovuta unicamente al fatto di avere massa.
Questa equazione permette inoltre di incorporare il principio di conservazione della massa nel principio di conservazione dell'energia: per esempio l'energia del Sole è dovuta a reazioni termonucleari nelle quali la massa a riposo degli atomi che intervengono nella reazione è maggiore della massa dei prodotti, ma si conserva l'energia totale in quanto il "difetto di massa" viene convertito in energia (cinetica) e liberato successivamente dai prodotti sotto forma di fotoni e neutrini oppure negli urti con altri atomi.
L'equazione implica di fatto che la massa inerziale totale di un sistema isolato, in generale, non si conserva.
La conservazione della massa in meccanica classica può essere interpretata come parte della conservazione dell'energia quando non si verificano reazioni nucleari o subnucleari, che implicano variazioni significative della somma delle masse a riposo del sistema; al contrario, data la piccolezza del difetto di massa nei legami chimici, la massa è praticamente conservata nelle reazioni chimiche.

### L'equazione energia-quantità di moto
Nella meccanica relativistica abbiamo una relazione notevole che lega massa a riposo di un corpo, la sua energia e la sua quantità di moto. Dalla definizione di energia abbiamo:
{\displaystyle E=cP_{0}=\gamma \,mc^{2}={\frac {mc^{2}}{\sqrt {1-{\frac {v^{2}}{c^{2}}}}}}\implies P_{0}={\frac {E}{c}}}
dove γ è il fattore di Lorentz. Le componenti spaziali Pα del quadrimpulso sono invece:
{\displaystyle P_{\alpha }=\gamma \,mv_{\alpha }}
D'altra parte il vettore è uno scalare m per una quadrivelocità: la norma quadra di un tale quadrivettore vale sempre -m²c², perciò, chiamando p la norma euclidea del vettore tridimensionale quantità di moto (cioè l'intensità dell'usuale quantità di moto moltiplicata per il fattore γ):
{\displaystyle |\mathbf {P} |^{2}=-P_{0}^{2}+\sum _{\alpha }P_{\alpha }^{2}=-P_{0}^{2}+p^{2}=-m^{2}c^{2}}
Sostituendo nell'ultima equazione quelle precedenti, otteniamo l'equazione cercata:
{\displaystyle -{\frac {E^{2}}{c^{2}}}+p^{2}=-(mc)^{2}\implies E^{2}-(pc)^{2}=(mc^{2})^{2}\implies m={\frac {1}{c^{2}}}\,{\sqrt {E^{2}-(pc)^{2}}}}
Da questa equazione si nota come anche particelle con massa nulla possano avere energia/quantità di moto diverse da zero. Nella meccanica classica invece una forza piccola a piacere produrrebbe un'accelerazione infinita su una ipotetica particella di massa nulla ma la sua energia cinetica e quantità di moto resterebbero pari a zero. Invece all'interno della relatività ristretta quando m = 0, la relazione si semplifica in:
{\displaystyle E=pc}.
Per esempio, per un fotone si ha {\displaystyle E=h\nu }, dove ν è la frequenza del fotone: la quantità di moto del fotone è quindi pari a:
{\displaystyle p={\frac {h\nu }{c}}}.

## Relatività generale
La meccanica classica si limita a prendere atto della proporzionalità tra massa inerziale e massa gravitazionale come fenomeno empirico ma tenendo queste due grandezze ben distinte e separate. Solo con la teoria della relatività generale si ha una unificazione dei due concetti, risultato che, secondo Albert Einstein, dà «alla teoria generale della relatività una tale superiorità rispetto alla meccanica classica che tutte le difficoltà che si incontrano nel suo sviluppo vanno considerate ben poca cosa».
Uno dei principi sui quali si basa la relatività generale è il principio di equivalenza. Nella sua versione "forte", esso afferma che in un campo gravitazionale è sempre possibile scegliere un sistema di riferimento che sia localmente inerziale, cioè che in un intorno sufficientemente piccolo del punto le leggi del moto assumono la stessa forma che avrebbero in assenza di gravità. È facile verificare che questo principio implica il principio di equivalenza debole, che sancisce proprio l'equivalenza tra massa inerziale e gravitazionale: infatti si supponga di avere due corpi sottoposti unicamente alla forza di gravità (e che siano abbastanza vicini da poter trascurare eventuali variazioni del campo gravitazionale).

Esperimento dell'ascensore di Einstein: una palla cade sul pavimento in un razzo accelerato (a sinistra) e sulla Terra (a destra)

Se la massa inerziale e quella gravitazionale dei due corpi fossero diverse, esse subirebbero accelerazioni diverse, ma allora sarebbe impossibile trovare un sistema di riferimento nel quale viaggino entrambe di moto rettilineo uniforme, cioè in condizione di assenza di forze.
Un celebre esperimento mentale che si basa sull'equivalenza tra la massa inerziale e quella gravitazionale è quello dell'ascensore di Einstein. In una delle versioni di questo esperimento, una persona si trova all'interno di una cabina chiusa, senza la possibilità di osservare l'esterno; lasciando cadere una palla, osserva che cade con una accelerazione g = 9,81 m/s². Schematizzando, ciò può essere dovuto a due motivi:
1. La cabina si trova nello spazio a bordo di un razzo che la accelera con un'accelerazione pari proprio a g. In questo caso l'accelerazione della palla vista dall'osservatore è una accelerazione di trascinamento, dovuta al fatto che la cabina non è un sistema di riferimento inerziale.
2. La cabina è immobile sulla superficie terrestre. La palla cade evidentemente a causa della forza di gravità terrestre.

Einstein diede molta importanza al fatto che l'osservatore non possa decidere, dal suo punto di vista, quale delle due situazioni si verifichi realmente: ciò determina una sostanziale equivalenza tra i sistemi di riferimento accelerati e quelli sottoposti alla forza di gravità. Questo esperimento mentale è una delle linee-guida che hanno portato Albert Einstein alla formulazione della teoria della relatività generale, tramite una rivisitazione del principio d'inerzia: infatti i corpi liberi non percorrono sempre delle rette, ma delle geodetiche nello spaziotempo, curvato dalla presenza di masse. Si noti che in uno spazio-tempo piatto, cioè nel quale vige la metrica di Minkowski, in assenza di forze gravitazionali, le geodetiche sono proprio rette e ci si riconduce quindi al principio d'inerzia newtoniano.

## Meccanica quantistica relativistica

Questo diagramma di Feynman, chiamato di "auto-energia dell'elettrone", rappresenta un elettrone (linea continua) che, entrando da un lato, emette e assorbe un fotone virtuale (linea ondulata). Il calcolo di questo diagramma porta a un risultato infinito e deve pertanto essere trattato con la teoria della rinormalizzazione; una volta regolarizzato e rinormalizzato, il suo effetto è modificare il valore della massa dell'elettrone

Sul finire degli anni trenta si è capito che l'unione della meccanica quantistica con la relatività ristretta doveva portare allo sviluppo di teorie fisiche delle interazioni elementari in termini di campi quantizzati. In questa rappresentazione le particelle elementari sono descritte come eccitazioni quantizzate dello stato di vuoto, che può contenere un numero intero di particelle e/o antiparticelle di ogni tipo, create e distrutte nelle interazioni fra i campi. Il formalismo necessario a questo salto concettuale è contenuto nella procedura della seconda quantizzazione.
In prima quantizzazione, l'evoluzione dei campi relativistici è governata da varie equazioni, analoghe dell'equazione di Schrödinger, la cui forma dipende dai gradi di libertà e dal tipo di particelle che sono descritte. Ad esempio un campo scalare soddisfa l'equazione di Klein-Gordon:
{\displaystyle \left(\Box +m^{2}\right)\phi ({\vec {x}},t)=0}
e descrive i bosoni di spin nullo; l'equazione di Dirac:
{\displaystyle \left(i\partial \!\!\!/-m\right)\psi ({\vec {x}},t)=0}
descrive invece i fermioni di spin 1/2. Le soluzioni di queste equazioni soddisfano esattamente la relazione di dispersione fra energia e momento richiesta dalla relatività ristretta:
{\displaystyle E^{2}=m^{2}+|{\vec {p}}|^{2}}.
Nonostante questo, la probabilità per una particella di spin nullo di propagarsi al di fuori del cono luce è non nulla, sebbene esponenzialmente decrescente. Per risolvere questa e altre inconsistenze si rese necessario lo sviluppo della teoria di campo quantistica.
Nell'ambito delle teorie di campo, e quindi della seconda quantizzazione, la situazione è più complicata a causa del fatto che le particelle fisiche sono descritte in termini di campi e interagiscono tra di loro attraverso lo scambio di particelle virtuali. Per esempio, nell'elettrodinamica quantistica, un elettrone ha una probabilità non nulla di emettere e riassorbire un fotone, oppure un fotone può creare una coppia elettrone-positrone che a loro volta, annichilendosi, formano un fotone identico all'originale. Questi processi sono inosservabili direttamente, ma producono effetti sulla misura delle "costanti" delle teorie fisiche che dipendono dalla scala di energie a cui queste stesse costanti vengono misurate. Ad esempio, in una teoria asintoticamente libera, come la cromodinamica quantistica per le interazioni nucleari forti, la massa dei quark tende a decrescere logaritmicamente con l'aumentare dell'energia. Questa dipendenza dalla scala delle masse e delle costanti di accoppiamento è il principale risultato ottenuto dalla teoria della rinormalizzazione.

## La massa dal bosone di Higgs
La predizione teorica del bosone di Higgs nasce dal fatto che alcune particelle mediatrici di forza sono massive e per descriverle coerentemente con le procedure della rinormalizzazione, la relativa teoria deve essere invariante rispetto alle simmetrie di gauge interne. È facile mostrare che le lagrangiane contenenti termini espliciti di massa (come quelli con la m nelle equazioni del moto del paragrafo precedente) rompono la simmetria di gauge. Per ovviare a questo problema si introduce un campo, detto campo di Higgs, accoppiato agli altri campi (fermioni e campi di gauge) in modo da fornire, sotto determinate ipotesi, un termine di massa che mantenga la simmetria del sistema sotto trasformazioni interne. Il meccanismo di Higgs è il metodo più semplice di dare massa alle particelle in modo completamente covariante, e il bosone di Higgs è stato a lungo considerato il "tassello mancante" del modello standard. Una particella consistente con il bosone di Higgs è stata infine scoperta nel 2012 dagli esperimenti ATLAS e CMS presso l'acceleratore LHC presso il CERN. A rigor di termini, il meccanismo di Higgs è l'accoppiamento necessario a dare massa ai bosoni W e Z, mentre la massa dei leptoni (elettroni, muoni, tauoni) e dei quark, ovverosia dei fermioni, è regolata dalla interazione di Yukawa; si noti che gli accoppiamenti del bosone di Higgs con i fermioni non sono calcolabili da principi primi, ma sono anch'essi numeri ricavati dagli esperimenti.